# Bertrand Braunschweig
Pour l’article homonyme, voir Braunschweig.
Bertrand Braunschweig  (né en 1954) est un chercheur et consultant, expert dans le domaine de l'intelligence artificielle (IA), ancien président de l'Association française pour l'intelligence artificielle (AfIA), coordonnateur scientifique du programme Confiance.ai et actuel Coordinateur, au sein de l'INRIA, du Plan national de recherche en intelligence artificielle, l'un des volets de la stratégie nationale pour l'intelligence artificielle (depuis 2018).

## Formation
Bertrand Braunschweig est ingénieur ENSIIE, docteur de l'université Paris-Dauphine et HdR de l'université Paris VI.

## Carrière
B. Braunschweig a travaillé dans l'industrie pétrolière puis chez IFP Énergies Nouvelles où il a dirigé les activités de recherche en intelligence artificielle.
Il a ensuite été directeur du centre de recherche Inria Saclay – Île-de-France à partir de 2016.
En décembre 2018, il a été nommé par Bruno Sportisse directeur de la mission de coordination du programme national de recherche en IA confié à l'INRIA, dans le cadre de la stratégie nationale « AI for Humanity ».
Plus récemment, il est devenu coordonnateur scientifique du programme Confiance.ai, un programme à la fois industriel et académique qui est l'un des 3 piliers du Grand Défi sur l'intelligence artificielle prouvable et certifiable.

## Point de vue sur l'intelligence artificielle
Concernant l'avenir de l'intelligence artificielle, dans la revue de prospective Futuribles, Bertrand Braunschweig estime que, malgré des développements spectaculaires dans les années 2020, l'intelligence artificielle pourrait peut être connaître un troisième « hiver » si l'on ne relève pas cinq obstacles et grands défis, qu'il nomme « Les cinq murs de l’intelligence artificielle » (cinq obstacles majeurs pour l'intelligence artificielle) :
1. intelligence artificielle digne de confiance (intelligence artificielle prouvable, explicable, certifiable),
2. consommation énergétique,
3. sécurité des systèmes régis par l'intelligence artificielle,
4. interactions homme-machine[5],
5. inhumanité des machines.

Pour surmonter ces défis, il suggère notamment d'améliorer les architectures de réseaux, de combiner les modèles numériques et symboliques, et de renforcer l'interdisciplinarité.